# دانشگاه تاوسان
دانشگاه تاوسان (انگلیسی: Towson University) دانشگاه دولتی مستقر در ایالات متحده آمریکا است.